# Ralf Stolina
Ralf Stolina (* 1963) ist ein deutscher evangelischer Theologe, Pfarrer und außerplanmäßiger Professor für Systematische Theologie an der Evangelisch‑Theologischen Fakultät der Universität Münster. Er ist Dozent am Gemeinsamen Pastoralkolleg der Evangelischen Kirche im Rheinland, der Evangelischen Kirche von Westfalen, der Lippischen Landeskirche und der Evangelisch-reformierten Kirche. Darüber hinaus ist er Beauftragter für geistliche Begleitung und geistliches Leben im Rahmen des Instituts für Aus‑, Fort‑ und Weiterbildung der EKvW.

## Leben und akademischer Werdegang
Stolina wurde 1963 geboren und studierte nach dem Abitur am Gymnasium Leopoldinum  (Detmold) evangelische Theologie an den Universitäten Münster, Tübingen und Bonn. Nach dem ersten theologischen Examen 1990 war er wissenschaftlicher Mitarbeiter am Seminar für Systematische Theologie und Institut für Ökumenische Theologie der Evangelisch-Theologischen Fakultät der Universität Münster. Von 1994 bis 1996 absolvierte er sein Vikariat an der Apostelkirchengemeinde in Münster und promovierte 1995 mit einer Arbeit über Karl Rahner. Nach dem zweiten theologischen Examen und der Ordination war er Wissenschaftlicher Assistent am Seminar für Systematische Theologie und Institut für Ökumenische Theologie Münster. 1999 habilitierte er sich über negative Theologie.
Nach Tätigkeiten als Gemeindepfarrer in St. Michael Hiddesen wurde er 2002 als Dozent am Pastoralkolleg in Schwerte tätig. Seitdem ist er als Pfarrer und geistlicher Begleiter in der EKvW tätig. Dort verantwortet er die Fortbildung im Bereich Theologische Grundfragen, Theologie und Spiritualität und ist Beauftragter für die Fortbildung in den ersten Amtsjahren. Als apl. Professor an der Universität Münster für Systematische Theologie hält er dort regelmäßig Lehrveranstaltungen ab.

## Bedeutung und Rezeption
Stolina vertritt eine theologisch fundierte Spiritualität, die wissenschaftliche Reflexion mit pastoraler Praxis verbindet. Seine 20-jährige Tätigkeit in der Fortbildung und der Aufbau eines Netzwerks in geistlicher Begleitung hat dazu beigetragen, die Bedeutung des Themas in der evangelischen Kirche zu erhöhen.

## Veröffentlichungen
- Die Theologie Karl Rahners: Inkarnatorische Spiritualität. Menschwerdung Gottes und Gebet, Innsbruck 1996 (Innsbrucker theologische Studien, Bd. 46).
- Niemand hat Gott je gesehen. Traktat über negative Theologie, 2000 (Theologische Bibliothek Töpelmann, Bd. 108).
- Gebet – Meditation – Anfechtung. Wegmarken einer theologia experimentalis, in: ZThK 98/2001, 81-100.